# 嫁ゆかば
『嫁ゆかば』（よめゆかば）は、1969年（昭和44年）1月28日から同年7月22日まで、日本テレビの火曜日21:30 - 22:26枠で放送された、東宝制作のテレビドラマ。全26話。

## 概要・内容
平林瓢右衛門は、妻を亡くしてから18年間、夏江・秋代・冬美の3人の娘を育てて来た私立大学教授。3人の娘はほんのいたずら心で、父の58歳の誕生日に後妻をプレゼントしようと相談。瓢右衛門は過去に、妻を亡くして間もない頃に女子学生に恋をされ、結婚も申し込まれたことがあり、その女子学生がコンサルタント会社に務める島田みさ子だった。みさ子は娘たちに強引に口説き落とされ、瓢右衛門と対面することになった･･･。

## キャスト
- 島田みさ子：団令子
- 平林瓢右衛門：中村竹弥
- 村松夏江（長女）：小林千登勢
- 平林秋代（次女）：青木洋子
- 平林冬美（三女）：水沢有美
- 納戸洋司：川津祐介
- みさ子の父：田崎潤
- みさ子の母：東郷晴子
- 島田啓介（みさ子の弟）：井上紀明
- 村松伸一郎（娘婿）：柳生博
- 村松太郎（夏江の長男）：松村智毅
- 村松次郎（夏江の次男）：杉山ひろし
- 小松恵子：城千景
- 三木譲次（フリーカメラマン）：山下洵一郎
- 梅野房子（瓢右衛門の先妻の妹）：市川寿美礼
- 本田（スナックのマスター） : 木田三千雄

## スタッフ
- プロデューサー：丸林久信（東宝）、山田宗雄（日本テレビ）、清水敏生（日本テレビ）
- 脚本：長坂秀佳、秋山正、上條逸雄、麻生大仁、宮内婦貴子、寺島アキ子、向田邦子、大野武雄、窪田篤人、吉田進、滝沢真里
- 監督：木下亮、竹林進、若林幹、小松幹雄
- 制作：東宝、国際放映、日本テレビ

## 主題歌
『嫁ゆかば』 歌：立花京子、アイドルス（作詞：世志凡太　作曲・編曲：小林亜星　ポリドール・レコード）

## サブタイトル
| 話数 | 放送日         | サブタイトル              | 脚本       | 監督     | ゲスト                                                     |
| ---- | -------------- | ------------------------- | ---------- | -------- | ---------------------------------------------------------- |
| 1    | 1969年 1月28日 | ひょうたんから駒が出た    | 長坂秀佳   | 木下亮   |                                                            |
| 2    | 2月4日         | 孫とひ孫が一度に出来た    | 長坂秀佳   | 木下亮   |                                                            |
| 3    | 2月11日        | 浮気の作り方              | 長坂秀佳   | 木下亮   |                                                            |
| 4    | 2月18日        | カビと共に去りぬ!         | 秋山正     | 竹林進   |                                                            |
| 5    | 2月25日        | ブルータスおまえもか!     | 上條逸雄   | 竹林進   |                                                            |
| 6    | 3月4日         | ぬるま湯はイヤよ!         | 上條逸雄   | 若林幹   |                                                            |
| 7    | 3月11日        | 関白女房が泣き出した      | 長坂秀佳   | 若林幹   | 重山規子（デザイナー・純子）、花ノ本寿（啓介の友人・信之） |
| 8    | 3月18日        | 一押し二押しはもう古い!   | 上條逸雄   | 竹林進   | 高見エミリー（エミー）                                     |
| 9    | 3月25日        | 愛の手ほどき教えます      | 麻生大仁   | 竹林進   | 宮地晴子、小倉雄三                                         |
| 10   | 4月1日         | 娘ばかりか貴方まで        | 上條逸雄   | 若林幹   |                                                            |
| 11   | 4月8日         | 女はそれを我慢出来ない!   | 麻生大仁   | 若林幹   | 矢吹渡                                                     |
| 12   | 4月15日        | 助けられたり助けたり      | 麻生大仁   | 若林幹   |                                                            |
| 13   | 4月22日        | 母の形見は魔法のマント    | 麻生大仁   | 竹林進   | 松本錦四郎（房子の踊りの師匠・寿美夫）                     |
| 14   | 4月29日        | 現代ママ子いじめ          | 麻生大仁   | 若林幹   |                                                            |
| 15   | 5月6日         | 間違いつづき              | 宮内婦貴子 | 若林幹   | 久保明（水田平四郎）                                       |
| 16   | 5月13日        | どんとまかせて!           | 上條逸雄   | 竹林進   | 馬渕晴子（木村美代子）、菱見百合子（木村晴美）             |
| 17   | 5月20日        | 恋の季節だよ!             | 寺島アキ子 | 竹林進   |                                                            |
| 18   | 5月27日        | あなた、結婚サギ師?       | 麻生大仁   | 若林幹   |                                                            |
| 19   | 6月3日         | だからわかってほしいの!   | 向田邦子   | 若林幹   | 砂塚秀夫（ロクさん）、生田恵子（はるこ）                   |
| 20   | 6月10日        | カビはにがいか塩っぱいか? | 大野武雄   | 竹林進   |                                                            |
| 21   | 6月17日        | 男性上位宣言!             | 秋山正     | 竹林進   |                                                            |
| 22   | 6月24日        | 別れもたのし              | 窪田篤人   | 小松幹雄 | 入川保則（桂木信弥）                                       |
| 23   | 7月1日         | ナイフが恋をしたときに    | 長坂秀佳   | 若林幹   | 中山麻理（娘芸人・タカ子）                                 |
| 24   | 7月8日         | 招かれざる客たち          | 吉田進     | 若林幹   | 木田三千雄（本田）                                         |
| 25   | 7月15日        | 奥様は金髪がお嫌い!       | 滝沢真里   | 竹林進   | アイリーン・フェーゲン（パトリシア）                       |
| 26   | 7月22日        | フレッ、フレッ、みさ子!   | 麻生大仁   | 竹林進   |                                                            |